# Estación de Cacia
La Estación Ferroviaria de Cacia, más conocida como Estación de Cacia, es una plataforma de la Línea del Norte, que sirve a la localidad de Cacia, en Portugal.

## Caracterización

### Localización y accesos
La estación se localiza junto a la localidad de Cacia, teniendo acceso directo por la Avenida de la Estación de los Ferrocarriles.

### Servicios
La estación apenas acogía, en diciembre de 2010, servicios de pasajeros del tipo Urbano, gestionados por la división de Porto de la operadora Comboios de Portugal.

### Descripción física
En enero de 2011, tenía 4 vías de circulación, con longitudes entre los 1.379 y 228 metros; las plataformas tenían 219 metros de extensión y 90 centímetros de altura.

## Historia
El tramo de la línea del Norte entre Estarreja y Taveiro, en el cual la estación se encuentra, abrió a la explotación el 10 de abril de 1864.
En 1926, esta plataforma tenía la clasificación de apeadero.